# Route nationale 186
Die N186 ist eine französische Nationalstraße, die 1824 zwischen Versailles und Choisy-le-Roi festgelegt wurde. Ihre Länge betrug 23,5 Kilometer. 1933 wurde sie als Ring Paris umgehend bis Saint-Germain-en-Laye verlängert, wo sie auf die N184 traf, die den Ring bis Versailles schloss. Sie übernahm dabei einen Abschnitt der N190 und die N190A und war von der N34 unterbrochen. Die Länge wuchs auf 71,5 Kilometer. 1978 übernahm sie den Abschnitt der N184 zwischen Saint-Germain-en-Laye und Versailles und es entstand ein vollständiger Ring. Seit 1993 wurden erste Abschnitte abgestuft, seit 2006 wurden alle Abschnitte, auf denen die A86 parallel verläuft, abgestuft.

## N186a
Die N186A ist ein Seitenast der N186, der 1933 als Variante der dieser innerhalb von Joinville-le-Pont ausgeschildert wurde. Dieser wurde 1978 in N486 umgenummert und 2000 abgestuft. 1956 wurde eine weitere Straße mit der Nummer N186A ausgeschildert. Diese entstand als Schnellstraße zwischen der N186 und N12 und umlief dabei Versailles südlich. Sie wurde 1978 die N286 und 2006 Teil der N12. Es gibt eine N186A parallel zur N186 zwischen Rungis und Thiais, wo sie die Anschlussstellen 25, 25a und 25b an diese anbindet.

## N186b
Die N186B ist ein Seitenast der N186, der zwischen Rungis und Thiais parallel zu dieser verläuft und die Anschlussstellen 25, 25a und 25b an diese anbindet.